# Anthidium syriacum
Anthidium syriacum är en biart som beskrevs av Pérez 1895. Anthidium syriacum ingår i släktet ullbin, och familjen buksamlarbin. Inga underarter finns listade i Catalogue of Life.